# Tipulomorpha
Tipulomorpha là một cận bộ côn trùng Nematocera, bao gồm ruồi hạc, và các họ hàng liên quan, 3 trong các họ đó từng nằm trong họ Tipulidae.

## Phân loại
- Liên họ Eopolyneuridea
  - Họ Eopolyneuridae - (Upper Triassic)
  - Họ Musidoromimidae - (Upper Triassic)
- Liên họ Tipulodictyidea extinct
  - Họ Tipulodictyidae - (Upper Triassic)
- Liên họ Tanyderophryneidea extinct
  - Họ Tanyderophryneidae - (Middle Jurassic)
- Liên họ Tipuloidea
  - Họ Architipulidae extinct (Upper Triassic)-(Pan Jurassic)
  - Họ Eolimnobiidae extinct (Lower Jurassic)
- Liên họ Eoptychopteridea extinct
  - Họ Eoptychopteridae - (Lower Jurassic)

## Hình ảnh

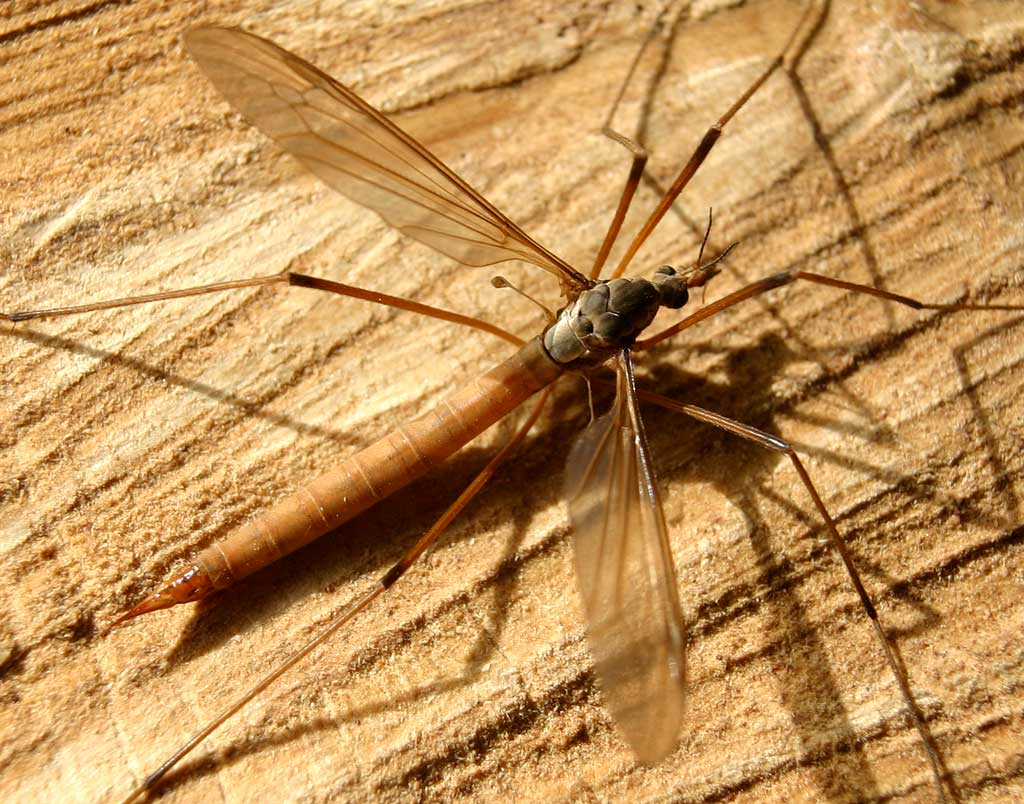
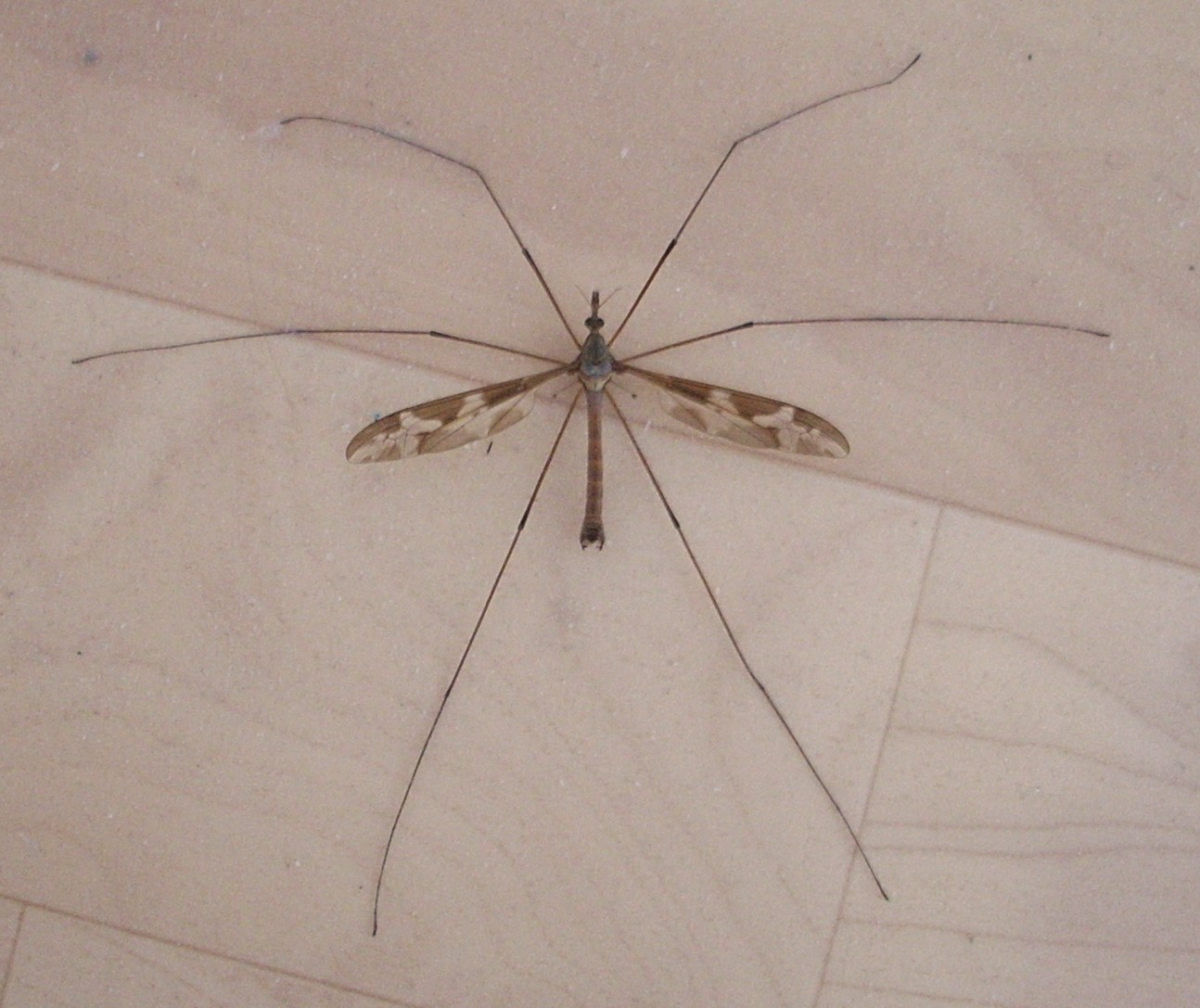